# Ostap Wysznia
Ostap Wysznia (ukr. Остап Вишня, właśc. Pawło Hubenko, ur. 1 listopada?/13 listopada 1889 w chutorze Czeczwa (ujezd zinkowski, gubernia połtawska), zm. 28 września 1956 w Kijowie) – ukraiński pisarz, satyryk, humorysta. Jeden z przedstawicieli rozstrzelanego odrodzenia.

## Życiorys
Urodzony w biednej, wielodzietnej rodzinie na Połtawszczyźnie. Ukończył szkołę dla felczerów, pracował w swoim zawodzie najpierw w wojsku, następnie dla Południowo-Zachodnich Kolei Żelaznych. Nie poświęcił się jednak karierze medycznej – eksternistycznie zdał egzaminy na Uniwersytet Kijowski i rozpoczął pracę jako dziennikarz i literat. Później z przyczyn politycznych był wielokrotnie aresztowany i wiele lat życia spędził w więzieniach i łagrach (w latach 1919–1921, 1933-1934 i 1934-1943 na zesłaniu w peczerskim łagrze).
W 1919 r. w kamienieckiej gazecie „Narodna wola” („Народна воля”) ukazał się jego pierwszy artykuł pod nazwą Demokratyczne reformy Denikina (Демократичні реформи Денікіна) podpisany jako P. Hruńskyj (od nazwy miasteczka Hruń, w pobliżu którego się urodził). Od 1921 r. rozpoczął pracę w redakcji gazety „Wisti WUCWK” („Вiсті ВУЦВК”). W tym samym czasie zaczyna używać pseudonimu, pod którym przeszedł do historii ukraińskiej literatury – po raz pierwszy podpisał się jako Wysznia na łamach „Selanśkiej prawdy” („Селянськa правдa”) pod felietonem Czudaka, jij-bohu! (Чудака, їй-богу!). Brał udział w działaniach literackich ugrupowań Płuh (Плуг) i Hart (Гарт), był współredaktorem czasopisma „Червоний перець” (1922) i aktywnym działaczem Związku Pisarzy Ukrainy.
W 1933 r. został ponownie aresztowany przez OGPU i skazany za „działalność przeciwko partii komunistycznej” na 10 lat łagru. Do pracy literackiej mógł powrócić dopiero w 1944 r. i przez następne dwa lata zmuszony był pisać satyryczne felietony i humoreski atakujące „wrogów ludu”, „element burżuazyjny” i ośmieszające działaczy UPA – zbiór Samostijna dirka (Самостійна дірка). Był członkiem redakcji czasopisma „Pereć” („Перець”)
Literacki dorobek Wyszni to przede wszystkim humoreski. Autor posługiwał się w nich narracją naśladującą wypowiedzi ustne. Jego usmiszky to połączenie żartobliwego obrazka rodzajowego z elementami felietonu. Odbierano je jako anegdoty i zaistniały jako gatunkowy znak rozpoznawczy autora. Komizm Wyszni to nie tylko humor sytuacyjny czy gra masek, ale głównie komizm słowa, gry półsłówek, aforyzmów, przemilczeń i ironii. W krótkich humoreskach Wysznia poruszał istotne problemy społeczne i narodowe: fałszywe pojęcie jedności narodowej, brak instynktu obywatelskiego i wady poszczególnych grup społecznych.
Na język polski przetłumaczono Myśliwskie ramotki wydane w 1960 r. (tłum. L. Susida), z ilustracjami M. Pokory (Biblioteka Stańczyka, wyd. Iskry).
Młodszy brat Wasyla Czeczwianskiego, również pisarza-humorysty, zamordowanego przez NKWD w 1937.

## Wybrane utwory
- Repiaszky (1924)
- Literaturni usmiszki (1924)
- Samostijna dirka (1946)
- Łycem do sela (1956)
- Myśliwski usmiszyky
- Krymski usmiszki
- Dyłda
- Dumy moji dumy
- Zenitka
- Leningrad i leningradci
- Moja awtobiohrafija
- Otak i pyszu
- Perszyj dyktat
- W nicz pid nowyj rik
- Fazany
- Cep na Mussolini
- Czuchrajinci
- Waldsznepy